# Fausz
Fausz (hongrois : Falicsi ou Fajsz), tué peut-être le 10 août 955, fut duc de Hongrie de 948 à 955.

## Eléments de biographie
Il est le fils de Jutotzas, le quatrième fils d'Árpád. En 948, il demanda l'aide de Bulcsú pour attaquer les Byzantins afin d'envahir la Pannonie. Il s'ensuivit la bataille du Lechfeld au cours de laquelle lui et Bulcsú furent tués, et les Hongrois vaincus.

## Sources
- Gyula Kristo Histoire de la Hongrie Médiévale Tome I le Temps des Arpads Presses Universitaires de Rennes (2000) (ISBN 2-86847-533-7).